# Google AdSense
Google AdSense er et partnerprogram, hvor man kan indsætte en lille HTML-kode på sin hjemmeside, og så tjene penge på klik på annoncer eller visninger af samme.
Google AdSense er en måde for udgivere af websteder i alle størrelser til at vise relevante, ikke-påtrængende Google-annoncer på deres websteders indholdssider og tjene penge. Da annoncerne er relaterede til, hvad besøgende søger på det udgivende websted, er der mulighed for at tjene penge på indholdssider. Det er også en måde for webstedsudgiverne til at tilbyde Google-søgning til deres webstedsbrugere og tjene penge ved at vise Google-annoncer på søgeresultatsiderne.